# Patie’s Hill
Der Patie’s Hill ist ein Hügel in den Pentland Hills. Die 475 m hohe Erhebung liegt an der Ostflanke im Zentrum der rund 25 km langen Hügelkette an der Westgrenze der schottischen Council Area Midlothian. Die nächstgelegene Siedlung ist der Weiler Carlops rund einen Kilometer südlich. West Linton befindet sich fünf Kilometer südlich und Penicuik sieben Kilometer nordöstlich. Zu den umgebenden Hügeln zählen der Mount Maw und der Grain Heads im Südwesten, der Wether Law im Nordwesten sowie der Spittal Hill im Norden.
Entlang der Südflanke verläuft der Oberlauf des North Esk, der über den Esk schließlich in den Firth of Forth entwässert. Nordwestlich ist er zum North Esk Reservoir aufgestaut.

## Umgebung
An der Südflanke von Patie’s Hill sind zwei archäologische Funde verzeichnet. Eine Axt aus Feuerstein stammt entweder aus der Steinzeit oder der frühen Bronzezeit. Im Jahre 1977 wurde eine kleine Axt aus gräulich-weißem Steinmaterial aufgefunden, das womöglich aus der Umgebung stammt.
Am Standort der heutigen Spittal Farm an der Westflanke von Patie’s Hill befand sich wahrscheinlich einst ein Krankenhaus (Hospital) oder eine Erholungsstation für Reisende, von der sich möglicherweise der Name des Spittal Hills ableitet. Von dem Gebäude sind keine Spuren erhalten, jedoch ist an der Scheune des Bauernhofs ein Stein mit dem Baujahr 1641 verbaut, der ursprünglich vom Krankenhaus stammen könnte.